# Unité urbaine du Luc
L'unité urbaine du Luc est une unité urbaine française centrée sur la commune du Luc, dans le département français du Var en région Provence-Alpes-Côte-d'Azur.

## Données générales
Dans le zonage réalisé par l'Insee en 2010, l'unité urbaine était composée de deux communes.
Dans le nouveau zonage réalisé en 2020, elle est composée des deux mêmes communes.
En 2022, avec 15 990 habitants, elle représente la 7e unité urbaine du département du Var et occupe le 18e rang dans la région Provence-Alpes-Côte-d'Azur.
En 2021, sa densité de population s'élève à 133 hab/km2. Par sa superficie, elle représente 2,0 % du territoire départemental et, par sa population, elle regroupe 1,43 % de la population du département du Var.

## Composition de l'unité urbaine en 2020
Elle est composée des deux communes suivantes :
| Nom                   | Code Insee | Département | Statut       | Superficie (km2) | Population (dernière pop. légale) | Densité (hab./km2) | Modifier                                    |
| --------------------- | ---------- | ----------- | ------------ | ---------------- | --------------------------------- | ------------------ | ------------------------------------------- |
| Le Luc (ville-centre) | 83073      | Var         | ville-centre | 44,16            | 11 124 (2022)                     | 252                | modifier les données · modifier les données |
| Le Cannet-des-Maures  | 83031      | Var         | banlieue     | 73,64            | 4 866 (2022)                      | 66                 | modifier les données · modifier les données |

## Évolution démographique
| 1968  | 1975  | 1982  | 1990   | 1999   | 2010   | 2015   | 2021   |
| ----- | ----- | ----- | ------ | ------ | ------ | ------ | ------ |
| 5 701 | 7 325 | 8 369 | 10 055 | 10 760 | 13 568 | 15 177 | 15 645 |